# هلمشتيت (مقاطعة)
هلمشتيت هي مقاطعة في سكسونيا السفلى، ألمانيا. ويحدها (من الغرب ومع عقارب الساعة) مقاطعة فولفنبوتل، ومدينة براونشفايغ، ومقاطعة غيفهورن، ومدينة فولفسبورغ، وولاية ساكسونيا أنهالت (مقاطعتي بورده وهارز).

## روابط خارجية
- Official website (بالألمانية)

إحداثيات: 52°15′N 10°55′E / 52.25°N 10.92°E